# Моруце
Моруце је насеље у Италији у округу Терни, региону Умбрија.
Према процени из 2011. у насељу је живело 49 становника. Насеље се налази на надморској висини од 545 м.